# Leopoldo Lonati
Leopoldo Lonati (* 5. Dezember 1960 in Tradate, Italien) ist ein italienisch-schweizerischer Schriftsteller.

## Leben
Leopoldo Lonati kam 1961 in die Schweiz, absolvierte das Gymnasium und eine theologische Ausbildung. Er war unter anderem für Caritas Schweiz und für die Missionsgesellschaft Bethlehem tätig.
Lonati schreibt Gedichte und lebt in Lugano. 

## Auszeichnungen
- 2006: Einzelwerkpreis der Schweizerischen Schillerstiftung für Le parole che so

## Werke
- Griselle, Chiasso 1998
- Le parole che so, Chiasso 2005
  - Le parole che so / Les mots que je sais. Ins Französische übertragen von Lou Lepori und Mathilde Vischer, Lausanne 2014
- Discorso senza un alito di vento, Bellinzona 2022